# Parell cranial

Vista inferior del cervell i tronc cerebral.
I. – Nervi olfactori
II. – Nervi òptic
III. – Nervi motor ocular comú
IV. – Nervi patètic
V. – Nervi trigemin
VI. – Nervi motor ocular extern
VII. – Nervi facial
VIII. – Nervi auditiu
IX. – Nervi glossofaringi
X. – Nervi vague
XI. – Nervi accessori espinal
XII. – Nervi hipoglòs

Els nervis cranials o parells cranials són els dotze parells de nervis que parteixen de la base del cervell a nivell del tronc de l'encèfal i emergeixen pels forats de la base del crani, distribuint-se pel cap, el coll, el tòrax i l'abdomen. La Nomenclatura Anatòmica Internacional inclou el nervi terminal com nervi cranial, tot i ser atròfic en els humans i estar estretament relacionat amb el nervi olfactori.

## Nervis
- Nervi olfactori (parell cranial I).
- Nervi òptic (parell cranial II).
- Nervi motor ocular comú (parell cranial III) o nervi oculomotor.
- Nervi patètic (parell cranial IV) o nervi troclear.
- Nervi trigemin (parell cranial V).
- Nervi motor ocular extern (parell cranial VI) o nervi abducent.
- Nervi facial (parell cranial VII).
- Nervi auditiu (parell cranial VIII) o nervi vestibulococlear o estatoacústic.
- Nervi glossofaringi (parell cranial IX).
- Nervi vague (parell cranial X) o nervi cardioneumogastroentèric.
- Nervi accessori espinal (parell cranial XI).
- Nervi hipoglòs (parell cranial XII).

## Classificació funcional
Segons el seu aspecte funcional, s'agrupen així:
- Els parells I, II i VIII estan dedicats a aferències sensitives especials.
- Els parells III, IV i VI controlen els moviments oculars, els reflexos fotomotor i l'acomodació.
- Els parells XI i XII són nervis motors purs (XI per l'esternoclidomastoïdal i el trapezi, i XII per als músculs de la llengua).
- Els parells V, VII, IX i X són mixtes.
- Els parells III, VII, IX i X porten fibres parasimpàtiques.